# Brusilia
De Brusilia is een woontoren in Brussel (Schaarbeek), gelegen aan de Louis Bertrand- en Voltairelaan, in de buurt van het Josaphatpark. Het is het hoogste gebouw van Schaarbeek en is de vierde hoogste woontoren van België na UP-site, de Antwerp Tower en het Europacentrum.
De toren werd ontworpen door architect Jacques Cuisinier in 1967. Nadat het Bijzonder Bestemmingsplan voor het gebied werd goedgekeurd op 16 november 1967, volgde de eerstesteenlegging op 17 september 1969. De eigenlijke bouw begon in 1970 en eindigde in 1974. Oorspronkelijk zou het complex uit drie torens van 100 meter bestaan die in kringvorm met elkaar in relatie staan. Hiervan is uiteindelijk slechts 1 toren gebouwd.
De woontoren telt 36 verdiepingen plus 3 ondergrondse verdiepingen. Het merendeel van de appartementen biedt een prachtig 360° uitzicht over Brussel en zijn omgeving. Op heldere dagen kan men zelfs de steden Mechelen (20km) en Antwerpen (40km) vanaf de bovenste verdiepingen onderscheiden, alsook de kerncentrale Doel (52 km).
De Brusilia ligt op de plaats van het vroegere Sportpaleis van Schaarbeek, waar tot 1965 de Zesdaagse van Brussel werd georganiseerd. Dit gebouw werd begin 1967 afgebroken.